# Indapamide
Indapamide is een diureticum (plasmiddel) en wordt voorgeschreven voor de behandeling van hypertensie (hoge bloeddruk). Het middel bevordert de uitscheiding van water en zouten via de nieren, wat een bloeddrukverlagend effect heeft. Het is sinds ca. 1974 op de markt en wordt verkocht onder de merknamen Fludex, Natrilix, Pretanix en Tertensif door Les Laboratoires Servier uit Frankrijk, en als generisch geneesmiddel door verschillende andere bedrijven.
Het is een "thiazide-achtig" diureticum. De chemische structuur gelijkt wel op die van de thiazidediuretica, maar indapamide heeft geen thiazidering in de molecuulstructuur en slechts één sulfonamidegroep; thiazidediuretica zoals hydrochloorthiazide hebben er twee.